# Donald Slayton
Donald Kent "Deke" Slayton (Sparta, 1 de março de 1924 – League City, 13 de junho de 1993) foi um astronauta norte-americano, integrante do primeiro grupo de astronautas selecionados pela NASA, em 1959,  para o pioneiro programa espacial conhecido como Projeto Mercury, criado para colocar um norte-americano no espaço. Dos sete homens selecionados para o programa, entretanto, Slayton foi o único a não subir ao espaço, nesta primeira fase das viagens espaciais americanas, por problemas de saúde. Foi, durante o seu período na NASA como Chefe de Operações de Voo e do Departamento de Astronautas,  o mais influente astronauta nos programas espaciais americanos, das Mercury às Apollo.

## Biografia
Nascido no estado de Wisconsin, no interior do país, Donald Slayton entrou para a Força Aérea dos Estados Unidos em 1942, aos 18 anos, e lutou na II Guerra Mundial nos céus da Europa, como piloto de bombardeiros B-25. Depois do conflito, formou-se em engenharia aeronáutica pela Universidade de Minnesota e continuou na carreira militar como piloto da Força Aérea, até entrar para a NASA em 1959.

## NASA
Escolhido para voar na segunda missão tripulada a entrar em órbita da terra pelos E.U.A. em 1962, Slayton foi substituído de última hora pelo astronauta Scott Carpenter, devido a exames de coração que constataram uma alteração significativa no ritmo de seus batimentos cardíacos. Por causa disso, impedido de voar, ele recebeu o cargo de chefe do grupo de astronautas da NASA e dos processos de seleção de voo, ficando por mais de dez anos na posição decisiva de escolher quem seriam os tripulantes das missões Gemini e Apollo e qual deles seria o primeiro a pisar na Lua.
Após uma década de um longo tratamento cardiovascular, ele foi considerado apto a voar pelos médicos da NASA, e em julho de 1975 finalmente pôde ir ao espaço, escolhendo a si mesmo como piloto da primeira missão Apollo–Soyuz, que marcou o primeiro encontro em órbita entre soviéticos e norte-americanos. Na época, com 51 anos, ele era o homem mais velho a ter ido ao espaço. Após esta missão, foi nomeado chefe de um dos programas de teste do desenvolvimento do novo ônibus espacial.
Em 1982, ele deixou a NASA depois de mais de vinte anos de serviços prestados e montou uma empresa de desenvolvimento de pequenos foguetes para a agência espacial, destinados ao transporte de pequenas cargas comerciais ao espaço. Junto com seu amigo e astronauta Alan Shepard, escreveu em 1988 o livro Moon Shot: The Inside Story of America's Race to the Moon, mais tarde transformado em documentário para o cinema que ele não chegou a ver completado, morrendo em consequência de um tumor cerebral em 1993, na cidade texana de League City.